# Elmis latreillei
Elmis latreillei là một loài bọ cánh cứng trong họ Elmidae. Loài này được Bedel miêu tả khoa học năm 1878.